# Frank Fitzgerald

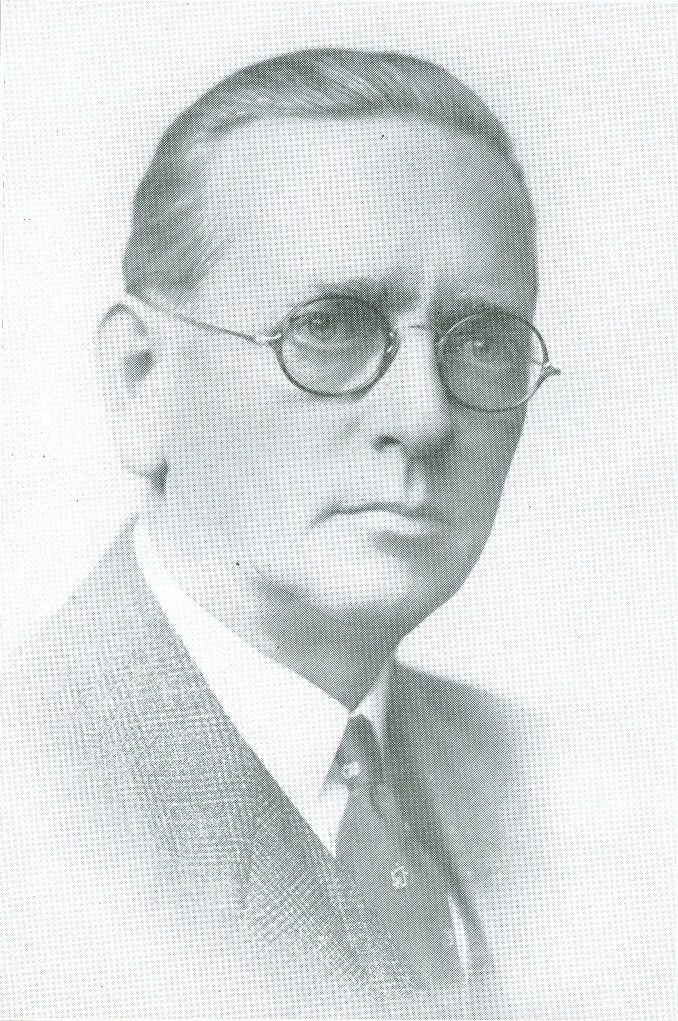
Frank Fitzgerald

Frank Dwight Fitzgerald (Grand Ledge, 27 de janeiro de 1885 -  Grand Ledge, 16 de março de 1939) foi um político americano. Ele foi eleito como o 34º (1935-1937) e 36º (1939) governador de Michigan sendo o único governador desse estado a morrer no cargo.
Fitzgerald, estudou no Instituto Ferris, casou-se em 1909 com Queena M. Warner o casal teve um filho.
Ele participou da convenção republicana de 1924 e 1932, atuou como Secretário de Estado de Michigan (1931-1934). Ele conseguiu se eleger governador assumindo em 01 de janeiro de 1935 foi sucedido dois anos mais tarde por Frank Murphy. Fitzgerald assume novamente o cargo, em 1939, mas morreu antes de completar o mandato, ele foi sucedido pelo vice-governador Luren Dickinson.